# Reese Stadium
Le Reese Stadium est un stade omnisports américain (servant principalement pour le soccer et la crosse) situé dans la ville de New Haven, dans le Connecticut.
Le stade, doté de 3 000 places et inauguré en 1981, appartient à l'Université Yale et sert d'enceinte à domicile à l'équipe universitaire des Bulldogs de Yale (pour le soccer et la crosse).
Le stade porte le nom de la famille Reese, qui fit un don important pour la construction du stade.

## Histoire
Le stade ouvre ses portes en 1981.
Le Reese Stadium accueille les matchs de soccer lors des Jeux olympiques spéciaux de 1995.
Lors de la saison 2017-18, le stade accueille les rencontres à domicile de l'équipe de soccer de National Premier Soccer League (NPSL) de l'Elm City Express.

## Événements
- 1995 : Jeux olympiques spéciaux (soccer)